# La frontera (1982)
La frontera (Inglés: The Border) es una película dramática estadounidense filmada en 1982, dirigida por Tony Richardson y protagonizada por Jack Nicholson, Harvey Keitel, Valerie Perrine y Warren Oates.

## Argumento

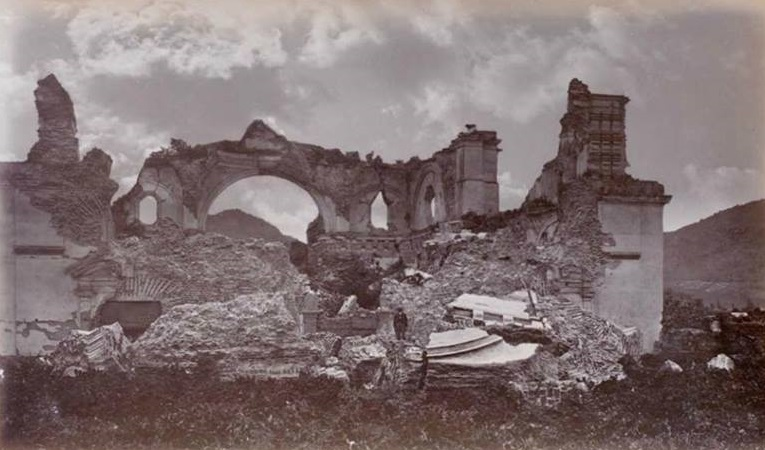
Ruinas de la Recolección en Antigua Guatemala, donde se filmaron las escenas del terremoto que aparecen al inicio de la película.

El agente de inmigración Smith (Jack Nicholson) vive en California con su esposa, Marcy (Valerie Perrine), en una casa tráiler. Ella lo convence para mudarse a un condominio en El Paso compartido con su amigo y también agente fronterizo Cat (Harvey Keitel). Ella abre una tarjeta de crédito y empieza a adquirir artículos lujosos, como una cama de agua, mientras trata de construir su hogar soñado.
Cat gradualmente introduce a Smith en la operación de tráfico de inmigrantes que dirige junto con su supervisor, Red (Warren Oates). Aunque Smith inicialmente no quiere participar, los gastos excesivos de su esposa finalmente le hacen decidirse a formar parte de la operación.  Mientras tanto, una joven madre mexicana que él ha estado observando es capturada y, mientras está bajo su custodia, uno de los agentes de Cat secuestra al bebé para una adopción ilegal. Cat le advierte a su agente que no transporte nada más que personas en los camiones, y que si transporta drogas o bebés lo va a golpear.
Finalmente, Smith se da cuenta de que tanto Cat como Red están matando a sus agentes que tratan de ganar un dinero extra, o a cualquiera que se interponga en su camino. Smith le deja claro a Cat que no va a formar parte de un grupo de asesinos y, en el clímax de la película, Smith tiene que matar a Cat, para luego buscar al bebé secuestrado y retornarlo a su legítima madre.

## Reparto
- Jack Nicholson: Charlie Smith
- Harvey Keitel: Cat
- Valerie Perrine: Marcy
- Warren Oates: Red
- Elpidia Carrillo: Maria
- Dirk Blocker: Beef
- Rafael Lanuza: confesor

## Escenografía
Las escenas iniciales de la película fueron filmadas en Antigua Guatemala, específicamente en las ruinas de La Recolección.

## Recepción
Vincent Canby del New York Times dijo que la película era «tiene la forma y trama de una película hecha para la televisión. Tiene suspenso, pero muy poca acción. Una vez los personajes y las situaciones se han presentado, no hay una sola sorpresa en la película, nada de las cosas poco características que diferencian a un buen melodrama de uno que es realmente especial o memorable. Como muchas otras películas originadas por problemas sociales de la vida real, La frontera es una película en el que el personaje parece haber sido creado para adecuarse a los acontecimientos. No tiene ningún sentido de particularidad, o emoción, de esos que que surgen cuando los espectadores descruben algun tipo de verdad por sí mismos.»